# ACクーネオ
ACクーネオ（Associazione Calcio Cuneo 1905）はイタリアのピエモンテ州クーネオを本拠地とするサッカークラブチームである。

## 歴史
1905年、Unione Sportiva Alta Italiaとして創立。
その後、何度か改名を繰り返し、1998年から現在のチーム名を名乗っている。
これまでの最高成績は、セリエBに在籍した1945-46シーズン。

## タイトル

### 国内タイトル
- スクデット・ディレッタンティ：1回
  - 2010-11

### 国際タイトル
なし

## 過去の成績
- 2000-01 セリエD・ジローネA 6位
- 2001-02 セリエD・ジローネA 6位
- 2002-03 セリエD・ジローネA 3位
- 2003-04 セリエD・ジローネA 3位
- 2004-05 セリエD・ジローネA 1位
- 2005-06 セリエC2・ジローネA 2位
- 2006-07 セリエC2・ジローネA 13位
- 2007-08 セリエC2・ジローネA 14位 プレイアウトによりD降格
- 2008-09 セリエD・ジローネA 11位
- 2009-10 セリエD・ジローネA 11位
- 2010-11 セリエD・ジローネA 1位 レガ・プロ昇格
- 2011-12 レガ・プロ・セコンダ・ディヴィジオーネ・ジローネA 3位 プレイオフによりプリマ昇格
- 2012-13 レガ・プロ・プリマ・ディヴィジオーネ・ジローネA 14位 降格
- 2013-14 レガ・プロ・セコンダ・ディヴィジオーネ・ジローネA 11位 降格
- 2014-15 セリエD・ジローネA 1位 レガ・プロ昇格
- 2015-16 レガ・プロ・ジローネA

## 歴代所属選手
- ジョヴァンニ・ディ・ロレンツォ 2012-2013
- フェデリコ・バスキロット 2017-2018